# Mallet (Mondkrater)

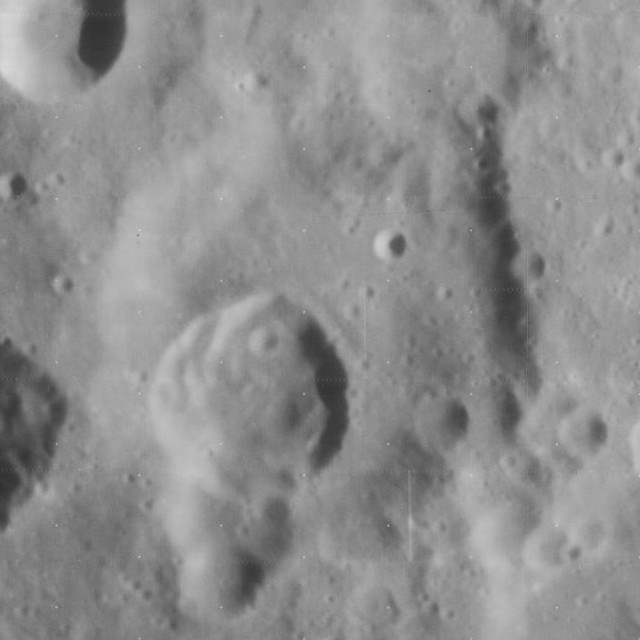
Mallet (Mondkrater), 1967

Mallet ist ein Einschlagkrater im felsigen und rauen südöstlichen Quadranten auf der Vorderseite des Mondes. Er liegt am Rande eines gerade verlaufenden Tales namens Vallis Rheita. In nordwestlicher Richtung auf der anderen Talseite liegt der Krater Young.
Aufgrund seines Alters ist der äußere Rand von Mallet durch Erosion und nachfolgende Einschläge abgenutzt und abgerundet. Der Satellitenkrater 'Mallet A' nimmt das südwestliche Viertel des Kraterinneren ein.  Nur wenige Kilometer entfernt reicht 'Mallet B' nahezu bis in die äußere Umgebung vor. Das Rheita-Tal durchquert den nordöstlichen Bereich des Kraterrandes und bildet dabei einen nahezu geradlinigen Abhang entlang des Außenrandes. In der Nähe der inneren Nordwand markiert ein kleiner Einschlag den Kraterboden.
| Buchstabe | Position           | Durchmesser | Link |
| --------- | ------------------ | ----------- | ---- |
| A         | 46,01° S, 53,94° O | 29 km       |      |
| B         | 46,73° S, 52,14° O | 33 km       |      |
| C         | 44,07° S, 53,96° O | 29 km       |      |
| D         | 46,09° S, 56,9° O  | 41 km       |      |
| E         | 45,09° S, 54,3° O  | 5 km        |      |
| J         | 48,93° S, 55,96° O | 54 km       |      |
| K         | 47,66° S, 57,04° O | 43 km       |      |
| L         | 47,83° S, 55,47° O | 12 km       |      |